# Bates City
Bates City è un comune degli Stati Uniti d'America, situato nello Stato del Missouri, nella contea di Lafayette.